# Vedra (parroquia)
Vedra (también llamada Santa Eulalia de Vedra y llamada oficialmente Santa Baia de Vedra) es una parroquia española del municipio de Vedra, en la provincia de La Coruña, Galicia.

## Entidades de población
Entidades de población que forman parte de la parroquia:
- Avenida del Maestro Manuel Gómez Lorenzo (Avenida do Mestre Manuel Gómez Lorenzo)
- Burgo (O Burgo)
- Casal de Niño
- Fontao
- Fornelos
- Fufín
- Manteles de Abajo (Manteles de Abaixo)
- Manteles de Arriba
- Marzán de Abajo (Marzán de Abaixo)
- Marzán de Arriba
- Pousada de Abajo (Pousada de Abaixo)
- Pousada de Arriba
- Ribada
- Roelle
- Trasariz de Abajo (Trasariz de Abaixo)
- Trasariz de Arriba (Castiouba o Trasariz de Arriba)
- Veiga de Arriba

## Demografía
| Gráfica de evolución demográfica de Vedra entre 2000 y 2019 |
|                                                             |
| Datos según el nomenclátor publicado por el INE.            |